# Петрухин, Александр Трофимович
Александр Трофимович Петрухин (1899, теперь Донецкая область — ?)  — советский деятель, директор Камыш-Бурунского железорудного комбината города Керчи Крымской области. Депутат Верховного Совета РСФСР 2-3-го созывов. Депутат Верховного Совета УССР 4-го созыва.

## Биография
Родился в семье шахтёра на Донбассе. Трудовую деятельность начал в двенадцатилетнем возрасте в механических мастерских Франко-Российского общества на станции Ханженково (ныне — в составе города Макеевки Донецкой области).
Служил в Красной Армии, участник Гражданской войны в России. Член РКП(б) с 1924 года.
Получил высшее образование, находился на партийной работе. Затем руководил строительством Макеевского металлургического завода, возглавлял строительный трест, который строил металлургические предприятия Донбасса и Днепропетровщины.
В 1937—1941 годах — директор Камыш-Бурунского железорудного комбината города Керчи Крымской АССР.
Во время Великой Отечественной войны в 1941 году возглавлял ополчение Орджоникидзевского района города Керчи, затем находился в эвакуации. Работал начальником Главного управления капитального строительства Народного комиссариата чёрной металлургии СССР, руководил работой Гороблагодатских рудников Свердловской области РСФСР.
С 1945 года — директор Камыш-Бурунского железорудного комбината имени Серго Орджоникидзе города Керчи Крымской области. Депутат Верховного Совета УССР 4-го созыва по Керченскому округу в 1955–1959 годах.
С конца 1950-х годов — на пенсии в городе Керчи.

## Награды и отличия
- орден Ленина (19.07.1958)
- орден Трудового Красного Знамени
- орден «Знак Почёта»
- медаль «За трудовую доблесть»
- медаль «За доблестный труд в Великой Отечественной войне 1941—1945 годов»
- медали

## Память
- В Керчи его именем названа улица[1].